# Ludwig Jung
Ludwig Jung (* 2. April 1835 in Darmstadt; † 12. September 1906 in Feldafing) war ein deutscher Funktionär im Feuerwehrwesen.

## Leben
Der in Darmstadt geborene Jung trat 1850 in das Büro der Aachener und Münchener Feuerversicherung in Darmstadt ein. Er lebte und arbeitete seit 1857 als Inspektor in München und heiratete dort 1864 Betty Thumhart. 
Ludwig Jung trat 1866 in die neu gegründete Freiwillige Feuerwehr München ein und wurde 1870 deren Erster Vorstand. Er war Gründer des Bayerischen Landes-Feuerwehrausschusses und Herausgeber der Zeitung für Feuerlöschwesen. Seiner Initiative ist es zu verdanken, dass die Notwendigkeit von freiwilligen Feuerwehren in das öffentliche Bewusstsein gerückt wurde. Die Zahl der Feuerwehren in Bayern stieg von 215 (1868) auf über 7500 (1906) an. Zwischen 1877 und 1880 und zwischen 1889 und 1895 war er Vorsitzender des Deutschen Feuerwehrausschusses. 1881 erfolgte die Ernennung zum Königlich-bayerischen Rat durch König Ludwig II. von Bayern. 1898 gründete sein Sohn Philipp Ludwig Jung einen Spezialverlag mit Druckerei für Feuerwehrliteratur in München; später als Verlag der Zeitung für Feuerlöschwesen (Ph. L. Jung) bezeichnet. 
Ludwig Jung starb 1906 nach längerer Krankheit in seiner Sommervilla in Feldafing am Starnberger See.  

## Ehrungen
- Ritterkreuz II. Klasse des Bayerischen Verdienstordens vom Heiligen Michael (1871)[2]
- Ritterkreuz I. Klasse des Großherzoglich Hessischen Philippsordens (1875)
- Ritterkreuz II. Klasse des Württembergischen Friedrichs-Ordens (1876)
- Verdienstkreuz des Herzoglich Sachsen-Ernestinischen Hausordens (1879)
- Königlich Bayerischer Rat (1881)

Die Ludwig-Jung-Straße im Münchner Stadtteil Berg am Laim bei der Feuerwache 5 wurde nach ihm benannt. In Feldafing gibt es die Rat-Jung-Straße.